# 1812: Уланская баллада
«1812: Уланская баллада» — российский фильм режиссёра Олега Фесенко 2012 года, снятый к юбилею Отечественной войны 1812 года.

## Сюжет
1812 год. Накануне решающей битвы при Бородино тайный агент Наполеона выкрадывает план сражения (вернее, диспозицию русских войск). Об этом становится известно Кутузову, и он посылает трёх своих лучших улан на перехват в Польшу (на самом деле, их посылают на перехват короны, похищенной из оккупированной Москвы), где разворачивается бурный роман Наполеона с графиней Валевской.

## В ролях
- Сергей Безруков — Горжевский
- Антон Соколов — Алексей Тарусов
- Анатолий Белый — Кикнадзе
- Станислав Дужников — Птуха
- Валерий Николаев — Девит
- Анна Чиповская — Беата[3]
- Ольга Кабо — Марта
- Сергей Журавель — Кутузов
- Борис Клюев — Аракчеев
- Эрик Фратикелли — Наполеон
- Дмитрий Исаев — Александр I
- Гедиминас Адомайтис — Арман де Коленкур
- Павел Делонг — Ледоховский
- Алексей Макаров — Троицкий, командир лейб-уланского полка
- Егор Пазенко — Уваров
- Владимир Гостюхин — Турусов-старший
- Светлана Меткина — Мария Валевская

## Съёмочная группа
- Сценарист — Глеб Шпригов
- Режиссёр-постановщик — Олег Фесенко
- Оператор-постановщик — Арунас Баразнаускас
- Художник-постановщик — Александр Максимович
- Художник по костюмам — Татьяна Убейволк
- Художник по гриму — Юлия Собинова
- Второй режиссёр — Наталья Дедейко
- Кастинг-директор — Елена Михайлова
- Постановщик каскадёрских трюков — Антон Смекалкин
- Операторы — Максим Куровский, Игорь Черныш
- Ассистенты по фокусу — Андрей Степанов, Арсен Микитов
- Бригадир осветителей — Вадим Терех
- Дольщики — Кирилл Гуренко, Павел Бабицкий, Артём Карако
- Звукорежиссёр — Сергей Чупров
- Дизайн звука — Иво Хегер
- Режиссёры монтажа — Каролина Мачиевска, Игорь Пашкевич
- Главный редактор — Игорь Костюченко
- Исполнительные продюсеры — Олег Коваленок и Юрий Базик
- Продюсер — Глеб Шпригов
- Композитор — Максим Дунаевский[4]

Фильм снимался при финансовой поддержке со стороны государства — бюджет фильма составлял 150 миллионов рублей, 80 из них были предоставлены Фондом кино.

## Прокат
- Дистрибьютор — «Централ Партнершип»
- Премьера в России планировалась на 7 сентября 2012 года[6], но фактически была отложена до 1 ноября 2012[7]

Перед премьерой, в октябре 2012 года фильм демонстрировался и интенсивно рекламировался на крупнейшем в Европе Международном теле-кинорынке MIPCOM. Тем не менее, фильм провалился в прокате — при расходах на производство в размере 5 млн долларов США сборы во всех странах проката составили только 1,3 млн долларов.

## Отзывы и оценки
Российская пресса разгромила фильм. По данным агрегатора «Критиканство», он получил лишь один положительный обзор (от сайта «Кино Mail.ru»), остальные были отрицательными 
Анна Шестак, «Бульвар Гордона»:

Первый и основной «ингредиент», использованный создателями «Уланской баллады», — «Три мушкетёра», причём не столько Дюма, сколько Юнгвальда-Хилькевича: видимо, потому что там история попроще. <…> То, что миллион массовки ни на одну площадку не нагонишь и в мундиры не переоденешь, вполне понятно. Но ведь современные компьютерные технологии, слава Богу, позволяют дорисовать и миллион, и два, и сколько хочешь солдат, лошадей и орудий, если, конечно, захотеть. Да и бюджет картины — пять миллионов долларов — не такой уж скудный. Однако тратиться на дорисовку и доработку никто не стал, и теперь остаётся гадать, куда этот бюджет ушёл… <…> Настоящий, не киношный Жак де Витт действительно был женат на свояченице Валевской, однако нигде не сказано, что женился насильно, хотел увезти во Францию на дирижабле и всячески над ней измывался, как герой Николаева над красавицей Беатой, которую играет молодая актриса Аня Чиповская. Зачем нужно было городить огород? Наверное, чтобы к «Трём мушкетёрам» ещё и «Гардемарины, вперёд!» пришить…

Виктор Мараховский, «Однако»:

…Как всё это можно было снять — я не знаю. Возможно, авторы фильма думали, что им удастся всё это выдать за постмодернизм и цитаты. Ну, если вдруг будут докапываться. Хотя ежу ясно, что два часа немотивированно воспроизводить не связанные между собой куски из советских фильмов — это не постмодернизм, а караоке за казённый счёт. Караоке тем более чудовищное, что щели между кусками из советских фильмов в «УБ» забиты бессмысленными репликами на «старомодном» русском языке, каким его себе представляют троечники в старших классах. Итог немного предсказуем: 150-миллионная картина провалилась и не соберёт, видимо, даже пятой части бюджета.

Николай Долгин, Kg-portal.ru:

«Уланская баллада» — очень последовательный фильм: по всем без исключения параметрам он сделан из рук вон паршиво. Порой складывается впечатление, что боевым хореографом у картины выступал шестилетний шкет. «Делай, как я!» — уверенно шепелявил он актёрам, изо всех сил зажмуриваясь и несуразно размахивая саблей во все стороны. Лицедеи, видимо, очень хорошо усвоили уроки своего сенсея. В пылу схватки они аляповато раскачиваются на месте и выдерживают перед каждым ударом длительную паузу, мучительно вспоминая, что же делать дальше. Впечатляющие сцены расправы с кокетливым просовыванием орудия во вражескую подмышку, каковые можно в достатке лицезреть в какой-нибудь детсадовской постановке, не оставят равнодушным зрителя, пришедшего за адреналином.

Ольга Горнова, «Нижегородские новости»:

После просмотра хочется выступить с инициативой и запретить в России государственную поддержку патриотического кино. Может быть, тогда в этом жанре будут работать только те, у кого действительно душа требует и кто готов грызть землю, чтоб добыть средства для воплощения своих гениальных замыслов. Или же те, у кого нет проблем со средствами, потому что есть авторитет, заработанный настоящим кино. Иначе раз за разом выполнять патриотический госзаказ будут какие-то рекламные режиссёры и сериальные актёры, причём делать это с тем же энтузиазмом и эффектом, с каким гайдаевские алкоголики, хулиганы и тунеядцы стремились в наряд на ликёро-водочный завод.

Елена Чекулаева, «Петербургский телезритель»:

На уровне отдельных сцен вроде бы всё работает, да и Безруков, что бы про него не говорили сейчас злопыхатели, актёр сильный и вытягивает на одной харизме самые фальшивые ноты, прописанные в сценарии. Вот только фильм как целое производит впечатление лоскутного одеяла, небрежно сшитого нерадивым мастером, который умеет складывать мозаику из самых красивых кусочков ткани, но в упор не видит грубые, нагло бросающиеся в глаза стежки, соединяющие все эти живописные заплатки, бесконечно изящные по отдельности. Очередной безудержный перевод хорошего материала, увы.